# Cratosomus
Cratosomus är ett släkte av skalbaggar. Cratosomus ingår i familjen vivlar.

## Dottertaxa tillCratosomus, i alfabetisk ordning[1]
- Cratosomus acuminatus
- Cratosomus albidopictus
- Cratosomus alternans
- Cratosomus angulatus
- Cratosomus angustior
- Cratosomus annulicrus
- Cratosomus annulipes
- Cratosomus anthracinus
- Cratosomus argenteus
- Cratosomus aspersoides
- Cratosomus aspersus
- Cratosomus attenuatus
- Cratosomus augustus
- Cratosomus aurescens
- Cratosomus auricollis
- Cratosomus aurifasciatus
- Cratosomus auritus
- Cratosomus biannulatus
- Cratosomus bidens
- Cratosomus bidentatus
- Cratosomus binodosus
- Cratosomus bison
- Cratosomus bispinosus
- Cratosomus bohemani
- Cratosomus bolivianus
- Cratosomus bombina
- Cratosomus bos
- Cratosomus bovides
- Cratosomus brevis
- Cratosomus bufo
- Cratosomus buqueti
- Cratosomus buquetii
- Cratosomus calcaratus
- Cratosomus campestratus
- Cratosomus cancellatus
- Cratosomus carinatus
- Cratosomus carinifer
- Cratosomus cayennensis
- Cratosomus championi
- Cratosomus chiriquensis
- Cratosomus clathratus
- Cratosomus colombianus
- Cratosomus conithorax
- Cratosomus consularis
- Cratosomus convexicollis
- Cratosomus corbyi
- Cratosomus cornutus
- Cratosomus correctus
- Cratosomus costaricensis
- Cratosomus crinipes
- Cratosomus cuneatus
- Cratosomus cupricollis
- Cratosomus curassaviensis
- Cratosomus curvipes
- Cratosomus decemtuberculatus
- Cratosomus dejeani
- Cratosomus dejeanii
- Cratosomus delirus
- Cratosomus dentatus
- Cratosomus denticrus
- Cratosomus dentirostris
- Cratosomus dilatatus
- Cratosomus dilaticollis
- Cratosomus dohrni
- Cratosomus draco
- Cratosomus dubius
- Cratosomus dumosus
- Cratosomus duodecimpunctatus
- Cratosomus echinatus
- Cratosomus ecuadorensis
- Cratosomus effusus
- Cratosomus exsculptus
- Cratosomus fabricii
- Cratosomus fasciatopunctatus
- Cratosomus fasciatus
- Cratosomus fasciipennis
- Cratosomus fausti
- Cratosomus femoralis
- Cratosomus flavofasciatus
- Cratosomus foveicollis
- Cratosomus fraudator
- Cratosomus fuliginosus
- Cratosomus gemmatus
- Cratosomus germari
- Cratosomus glabriventris
- Cratosomus gracilicrus
- Cratosomus gracilis
- Cratosomus granicollis
- Cratosomus granifer
- Cratosomus granulatus
- Cratosomus grossastriatus
- Cratosomus guatemalensis
- Cratosomus guyanae
- Cratosomus gyllenhali
- Cratosomus gyllenhalli
- Cratosomus hartmanni
- Cratosomus helleri
- Cratosomus herculeanus
- Cratosomus heros
- Cratosomus hoplites
- Cratosomus hoplitoides
- Cratosomus horni
- Cratosomus horridus
- Cratosomus humeralis
- Cratosomus hustachei
- Cratosomus imitator
- Cratosomus impluviatus
- Cratosomus inaequalis
- Cratosomus insolitus
- Cratosomus integrifasciatus
- Cratosomus interruptus
- Cratosomus kirbyi
- Cratosomus lacrimans
- Cratosomus lacrymans
- Cratosomus laevicollis
- Cratosomus lafonti
- Cratosomus lafontii
- Cratosomus latifrons
- Cratosomus latreillei
- Cratosomus lentiginosus
- Cratosomus lherminieri
- Cratosomus lineatus
- Cratosomus lineellus
- Cratosomus longicollis
- Cratosomus longicrus
- Cratosomus longior
- Cratosomus longirostris
- Cratosomus lucifugus
- Cratosomus luctuosus
- Cratosomus maculosus
- Cratosomus maleficus
- Cratosomus mannerheimi
- Cratosomus margaretae
- Cratosomus marginalis
- Cratosomus marshalli
- Cratosomus medius
- Cratosomus melancholicus
- Cratosomus meridionalis
- Cratosomus mexicanus
- Cratosomus minax
- Cratosomus moloch
- Cratosomus morbillosus
- Cratosomus morosus
- Cratosomus mucronatus
- Cratosomus mucronifer
- Cratosomus multipunctatus
- Cratosomus nevermanni
- Cratosomus nigrosparsus
- Cratosomus nodieri
- Cratosomus obliquatus
- Cratosomus oblongocordatus
- Cratosomus obtusior
- Cratosomus octopunctatus
- Cratosomus oculatus
- Cratosomus ohausi
- Cratosomus panamensis
- Cratosomus paraensis
- Cratosomus pastillarius
- Cratosomus pauper
- Cratosomus pebasensis
- Cratosomus peruanus
- Cratosomus peruicola
- Cratosomus phaleratus
- Cratosomus phyllocnemis
- Cratosomus planicollis
- Cratosomus pluripunctatus
- Cratosomus plurituberatus
- Cratosomus pollinosus
- Cratosomus porriginosus
- Cratosomus primitivus
- Cratosomus productus
- Cratosomus pseudoscorpio
- Cratosomus pterygomalis
- Cratosomus pulverulentus
- Cratosomus punctulatus
- Cratosomus pusio
- Cratosomus pustulatus
- Cratosomus quinquemaculatus
- Cratosomus reidi
- Cratosomus rhynchoceros
- Cratosomus roddami
- Cratosomus rufisquameus
- Cratosomus scaber
- Cratosomus scabricollis
- Cratosomus scapularis
- Cratosomus schoenherri
- Cratosomus schonherri
- Cratosomus scorpio
- Cratosomus scutellaris
- Cratosomus septemmaculatus
- Cratosomus setosus
- Cratosomus sexstillatus
- Cratosomus sextuberculatus
- Cratosomus sexvitattus
- Cratosomus simplex
- Cratosomus simplicior
- Cratosomus solarii
- Cratosomus sonorae
- Cratosomus sordidus
- Cratosomus sparsetuberculatus
- Cratosomus spicatus
- Cratosomus spinipennis
- Cratosomus stellio
- Cratosomus stellionides
- Cratosomus sticheli
- Cratosomus sticticus
- Cratosomus striolatus
- Cratosomus subangulatus
- Cratosomus subfasciatus
- Cratosomus submaculatus
- Cratosomus sulcicollis
- Cratosomus superbus
- Cratosomus suturalis
- Cratosomus taurus
- Cratosomus tepicensis
- Cratosomus tibialis
- Cratosomus transiens
- Cratosomus transitorius
- Cratosomus triangularis
- Cratosomus trituberculatus
- Cratosomus trivittatus
- Cratosomus tuberculatus
- Cratosomus undabundus
- Cratosomus vaginalis
- Cratosomus varicosus
- Cratosomus vespertilio
- Cratosomus vestitus
- Cratosomus vittiger